# Akaki Khorava
Akaki Alekseyevich Khorava (Ochkhamuri, 11 luglio 1896 – Tbilisi, 23 giugno 1972) è stato un attore georgiano.

## Filmografia
- Rats ginakhavs, vegar nakhav, 1965
- Sad aris sheni bedniereba Mzia?, 1959
- Mamluqi, 1958
- Mayakovsky itskeboda ase, 1958
- Chkhikvta qortsili, 1957
- Skanderbeg l'eroe albanese, 1954 di Sergej Iosifovič Jutkevič
- Chirveuli mezoblebi, 1945
- Malakhov kurgan, 1944
- Giorgi Saakadze 2, 1943
- Giorgi Saakadze, 1942
- Narindjis veli, 1937
- Ori megobari, 1937
- Lursmani cheqmashi, 1931
- Mia nonna, 1929
- Natela, 1926
- Shuquras saidumloeba, 1925
- Tsarsulis sashinelebani 2, 1925
- Tsarsulis sashinelebani, 1925
- Dakarguli saundje, 1924